# Barbus walkeri
Barbus walkeri è un pesce d'acqua dolce appartenente alla famiglia Cyprinidae.

## Distribuzione e habitat
Africa tropicale, nei fiumi costieri del Ghana.

## Descrizione
Non supera i 10 cm. La colorazione è bruna, abbastanza chiara, con quattro macchie scure di cui una sul peduncolo caudale. L'opercolo può avere un colore tendente al rosso.

## Riproduzione
È oviparo e la fecondazione è esterna. Non ci sono cure nei confronti delle uova.